# Rússia nos Jogos Olímpicos de Inverno da Juventude de 2012
A Rússia participou dos Jogos Olímpicos de Inverno da Juventude de 2012, realizados em Innsbruck, na Áustria. A delegação nacional contou com um total de sessenta e cinco atletas, que disputaram quinze modalidades diferentes.
Os atletas russos conquistaram um total de 16 medalhas, sendo 5 de ouro, 4 de prata e 7 de bronze, conquistando assim a quinta colocação no quadro de medalhas dos jogos.

## Medalhistas
| Medalha           | Nome                                                                  | Esporte                    | Evento                                   | Data   |
| ----------------- | --------------------------------------------------------------------- | -------------------------- | ---------------------------------------- | ------ |
| Medalha de ouro   | Uliana Kaysheva                                                       | Biatlo                     | perseguição feminino                     | 16 Jan |
| Medalha de ouro   | Anastasia Sedova                                                      | Esqui cross-country        | prova clássica de 5kms                   | 17 Jan |
| Medalha de ouro   | Alexsander Selyaninov                                                 | Esqui cross-country        | prova clássica de 10kms                  | 17 Jan |
| Medalha de ouro   | Anna Yanovskaya Sergey Mozgov                                         | Patinação artística        | dança no gelo                            | 17 Jan |
| Medalha de ouro   | Elizaveta Tuktamysheva                                                | Patinação artística        | feminino simples                         | 17 Jan |
| Medalha de prata  | Lina Fedorova Maxim Miroshkin                                         | Patinação artística        | par de patinagem                         | 16 Jan |
| Medalha de prata  | Adelina Sotnikova                                                     | Patinação artística        | feminino simples                         | 17 Jan |
| Medalha de prata  | Uliana Kaysheva Anastasia Sedova Alexsander Selyaninov Ivan Galushkin | Esqui cross country Biatlo | Biatlo / esqui cross country prova mista | 21 Jan |
| Medalha de prata  | Rússia                                                                | Hóquei no gelo             | Torneio masculino por equipes            | 22 Jan |
| Medalha de bronze | Uliana Kaysheva                                                       | Biatlo                     | Sprint feminino                          | 15 Jan |
| Medalha de bronze | Feodosi Efremenkov                                                    | Patinação artística        | masculino simples                        | 16 Jan |
| Medalha de bronze | Anastasia Dolidze Vadim Ivanov                                        | Patinação artística        | Par de patinagem                         | 16 Jan |
| Medalha de bronze | Maria Simonova Dmitri Dragun                                          | Patinação artística        | Dança no gelo                            | 17 Jan |
| Medalha de bronze | Alexsander Selyaninov                                                 | Esqui cross-country        | Sprint masculino                         | 19 Jan |
| Medalha de bronze | Ekaterina Tkachenko                                                   | Esqui alpino               | slalom feminino                          | 20 Jan |
| Medalha de bronze | Vasiliy Pudushkin                                                     | Patinação de velocidade    | Partida conjunta masculina               | 20 Jan |